# 王媛 (田径运动员)
王媛（1976年4月8日—）是中国前田径运动员，专于中长跑。她在1993年世界田径锦标赛上实现国际赛事首秀，未能通过预赛。
1993年9月8日，年仅17岁的她在800米赛跑创下1分57秒18的世界青年纪录，获得参加中华人民共和国第七届全国运动会田径比赛的资格。这场运动会因期间中国女性打破了多项纪录而显得异常。次日，王媛在决赛中以1分58秒16以第五名完赛，落后于创下现在仍然保持的纪录1分55秒54、已在一个月前赢得1993年世界锦标赛的刘东。2天后，王媛参加1500米赛跑决赛，以第七名完赛，但3分59秒81的成绩是她创下的又一项世界青年最佳，比在资格赛中创下的4分1秒79更佳。在两场赛事中，王媛比原先的纪录多用了6秒多。此赛由一个月前赢得世界锦标赛的3000米赛跑的曲云霞以保持了约22年的世界纪录的3分50秒46赢得。领先她的还有一个月前赢得10000米赛跑世界冠军的王军霞，跑出了当时第二快的成绩。王军霞也在这场运动会中创下3000米和10000米的世界纪录。
综合，该运动会共由中国女性创下11个亚洲纪录，其中一个是世界纪录。二十多年后，6个亚洲纪录和全部三个世界纪录都仍然保持。被超越的纪录和最能挑战纪录的成绩出现在四年后的运动会。但1993年运动会的运动员没有一个参加1997年运动会。虽然这些女性大多不足20岁或20出头，只有曲云霞参加了1996年奥林匹克运动会，赢得一枚金牌和一枚银牌。
1994年12月中，「馬家軍」成員王軍霞、曲雲霞、劉麗、張麗榮、呂歐、呂億、馬寧寧、王媛、王小霞等聯名向馬俊仁辭職離開「馬家軍」。
王媛和其他运动员在1994年后消失了，再未创造显著成绩。大多长跑运动员由被怀疑给运动员使用兴奋剂的马俊仁执教。
1995年，王軍霞聯同張林麗、劉東、劉麗、張麗榮、馬寧寧、王曉霞、呂億、呂歐、王媛共十名前「馬家軍」隊員，以親筆信方式，向記者趙瑜揭發曾被馬俊仁迫使用體育禁藥，信中附有十人的簽名作實。
虽然马俊仁从未被指控，王军霞参加奥运会前不再以他为教练。他的六个运动员未能通过血检。但也是马俊仁的女运动员团队在1997年由姜波创下5000米赛跑世界纪录，险些超越曲云霞的1500米世界纪录，董艳梅追上了姜波的纪录，李静创下现仍保持的400米赛跑青年最佳纪录，郎营来创下现仍保持的1500米赛跑世界少年纪录。郎营来之后是在资格赛中比王媛多跑了四秒多的张玲，在决赛中跑出了3分54秒52的纪录。也在1997年，林娜追平了王媛的1分58秒16，跑出了第二好的成绩，但王媛的青年纪录仍然保持，林娜是唯一跑进纪录两秒内的女孩。

## 外部連結
- 王媛在的頁面